# Габропегматит
Габропегматит је базична магматска стена, диашистни жични еквивалент габра. Настаје кристализацијом базичне магме у пукотинама у Земљиној кори.
Минерали који изграђују габропегматит су:
- базични плагиоклас,
- клинопироксен.

Базични плагиоклас преовлађује над клинопироксеном, због чега је габропегматит стена светлије боје.
Структура габропегматита је зрнаста, са крупним и каткад идиоморфним зрнима плагиокласа и пироксена. Текстура је масивна. Јављају се редовно као пратиоци габра, и као пратиоци габроидних фација у перидотитским масивима.